# Kirill Zaborov
Kirill Zaborov est un compositeur de musique classique et pianiste de jazz français né à Minsk (Biélorussie) en 1970, fils de l'artiste Boris Zaborov.

## Pianiste de jazz
Il se produit en tant que pianiste de jazz et improvisateur à partir de la fin des années 1990 sur plusieurs scènes parisiennes en duo ou en trio.

## La composition classique
Dans le domaine de la composition classique les œuvres de Kirill Zaborov sont créées à partir de 2004 et jouées en France et en Europe, dans des salles et des festivals .

## Interprètes
Guigla Katsarava,, Jeffrey Grice, Thomas Jarry, Olga Panova et Ecaterina Baranov, Laurence Oldak, Quatuor aron (de), Jenny Lin (en), etc.

## Arts visuels
Il compose également pour le cinéma. 
En 2010, il accompagne au piano le film muet Moscou (1927) lors de sa projection au Forum des images, et l'adaptation au théâtre de Pierre et Jean de Guy de Maupassant au Lucernaire en 2013.

## Les spectacles artistiques en interaction
- Le 10 janvier 2014, à l'auditorium Jean XXIII à Paris, avec l'artiste biélorusse Irina Kotova et l'écrivain Christophe Levalois, création du spectacle artistique en interaction intitulé Éternité de l'instant[11],[12].
- Le 21 juin 2016, à l'auditorium Chanorier à Croissy-sur-Seine, "La Ville lumière sur la Seine", avec Irina Kotova et Christophe Levalois, lecture des textes en russe par Gvanca Lobjanidze[13].

## Discographie
- ...Et de l'aube émerge..., Guigla Katsarava, piano, Polymnie, 2009[15],[16].
- Paris - Vienne - Moscou (1910-2010) par le Aron Quartett, Preiser Records, 2010[17].
- Dialogue - Scriabin-Zaborov, par Laurence Oldak, Fuga Libera, 2015[18],[19].
- Prokofiev & Zaborov, par Jenny Lin, Steinway & Sons, 2017 [20].